# 모그레브 테투안

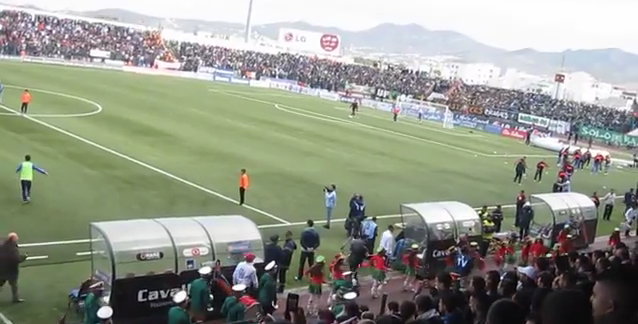

모그레브 테투안(아랍어: المغرب التطواني, 프랑스어: Moghreb Athletic de Tétouan)은 테투안을 연고로 하는 모로코의 축구 클럽이다. 이 팀은 1922년에 창단되었으며 현재는 보톨라에 출전하고 있다.

## 선수 명단

### 현역
- 우아일 엘 메라베트
- 이스마일라 심파라
- 마마두 섹 담
- 파페 배지
- 모하메드 에제마니

## 같이 보기
- 아틀레티코 마드리드
- 아틀레티코 산루이스
- 아틀레틱 빌바오
- 후니오르 FC